# Kerk van de Almachtige God
De Kerk van de Almachtige God (Chinees: 全能神教會/全能神教会; pinyin: Quánnéng Shén Jiàohuì) is een christelijke nieuwe religieuze beweging, die in 1991 in China is ontstaan. De eerdere en alternatieve naam voor de beweging is Oosterse Bliksem (Chinees: 東方閃電/东方闪电; pinyin: Dōngfāng Shǎndiàn; Engels: Eastern Lightning).
De naam Oosterse Bliksem en de leer van de beweging hangen samen met het Evangelie volgens Matteüs 24:27, waar staat: "Want zoals een bliksemschicht vanuit het oosten weerlicht tot in het westen, zo zal ook de Mensenzoon komen." De Kerk van de Almachtige God gelooft dat de Mensenzoon is teruggekeerd in het oosten (China). Degene die als de geïncarneerde God is herkend, wordt door de volgelingen Almachtige God (全能神) genoemd. Deze Almachtige God heeft talloze boodschappen doorgegeven. Deze voor de leden van De Kerk van de Almachtige God heilige geschriften zijn voor een belangrijk deel vastgelegd in het boek Het Woord verschijnt in het vlees.
Net als de Falun Gong beschouwen de Chinese autoriteiten De Kerk van de Almachtige God als een “kwade sekte”. Om die reden wordt er hardhandig tegen de beweging opgetreden en wordt geen middel geschuwd om de volgelingen in een kwaad daglicht te stellen. De negatieve beeldvorming die hierdoor is ontstaan, is overgeslagen naar het Westen, ook naar Nederland.

## Geschiedenis

### Almachtige God
Toen na de Culturele Revolutie in de Volksrepubliek China eind jaren ’70 weer enige vrijheid werd getolereerd ten aanzien van religie, leidde dit tot een opleving van onafhankelijke protestantse bewegingen in het land. Veel van de lokale kerken die sindsdien zijn ontstaan, vallen terug te voeren naar de activiteiten van de Chinese zendelingen Watchman Nee (1903-1972) en Witness Lee (1905-1977).
In 1989 meldde een jonge Chinese vrouw genaamd Yang Xiangbin (geboren in 1973, in het noordwesten van China) zich bij zo’n lokale kerk aan, een huiskerk (Engels: House church). Twee jaar later begonnen leden van de huiskerkbeweging tijdens bijeenkomsten de boodschappen te bestuderen die Yang Xiangbin had geuit. Menigeen geloofde dat deze teksten van de Heilige Geest afkomstig waren en vergeleek ze met uitspraken van Jezus Christus. Terwijl pas in 1993 de bron van deze boodschappen werd herkend als de wedergekomen Jezus Christus, de geïncarneerde God, de enige ware God, wordt als beginpunt van het ontstaan van De Kerk van de Almachtige God 1991 aangehouden. De 'grondlegster' is dus Yang Xiangbin. Binnen de beweging wordt echter nooit haar naam genoemd, noch worden er biografische gegevens over haar verstrekt. Men spreekt immer over Almachtige God en doet dit in de 'hij'-vorm. Wel geeft men toe dat Almachtige God in een Chinese vrouw is geïncarneerd en waarschuwt dat informatie over haar afkomstig van externe bronnen mogelijk verkeerd is.

### Zhao Weishan
Een van de eersten die Almachtige God en zijn boodschappen accepteerde, was Zhao Weishan (Chinees: 赵维山), geboren in 1951. Zhao was in de jaren ’80 lid van de Shouters, maar had samen met anderen deze christelijke beweging verlaten en was een eigen kerk begonnen. In mei 1992 berichtte een Chinees christelijk tijdschrift dat de kerk van Zhao sinds maart 1991 “teksten en bandopnamen verspreidde in het zuidwesten van de provincie Henan”. Voor de beweging die toen ontstond, is naderhand eerst de naam Oosterse Bliksem en vervolgens De Kerk van de Almachtige God gekomen.
Zhao wordt door de leden van De Kerk van de Almachtige God gezien als de “de Man gebruikt door de Heilige Geest”. Hij is de hoogst gezaghebbende, bestuurlijke leider. Op persoonlijk vlak worden de leden echter geleid en begeleid door de degene die zij erkennen als Almachtige God.

### Groei en onderdrukking
Volgens de Australische onderzoekster Emily Dunn telde de beweging rondom Yang en Zhao in 1991 meer dan duizend leden. Er vond een spectaculaire groei plaats: volgens de Chinese autoriteiten kende De Kerk van de Almachtige God in 2014 3 à 4 miljoen leden. Vermoedelijk is dit aantal wat overschat.
Doordat de Chinese autoriteiten ervan uitgaan dat de Grote Rode Draak in de leer van De Kerk van de Almachtige God verwijst naar de Chinese Communistische Partij (CCP), menen zij dat de leer anticommunistisch is. Om die reden heeft de Chinese overheid vanaf het begin wantrouwend tegenover de beweging gestaan. Vervolging heeft ertoe geleid dat Zhao en Yang in de beginjaren ’90 naar een andere plaats in de provincie Henan zijn verhuisd. In 2000 zijn beiden gevlucht. Ze kwamen op 6 september 2000 in de Verenigde Staten aan, waar ze politiek asiel hebben aangevraagd en dit in 2001 hebben gekregen. Sindsdien wonen zij in New York en sturen van daaruit de beweging aan.
He Zhexun, die lange tijd de leiding had over het werk van De Kerk van de Almachtige God op het vasteland van China, werd begin 2009 door de Chinese autoriteiten gearresteerd. De vrouw genaamd Ma Suoping (1969-2009), die deze taak van He Zhexun had overgenomen, werd in hetzelfde jaar ook door de Chinese politie gearresteerd. Zij overleed in gevangenschap.
In 1996, en opnieuw na de Zhaoyuan McDonald’s-cultmoord in 2014, is de onderdrukking van de beweging door de Chinese overheid geïntensiveerd. Enkele duizenden leden zijn inmiddels naar het buitenland gevlucht. Zij hebben in Zuid-Korea, de Verenigde Staten, Italië, Frankrijk, Spanje en Canada kerken opgericht. Daarnaast zijn er kerken gesticht in Hong Kong en Taiwan, waar ook niet-Chinezen zich bij hebben aangesloten. In Nederland bevindt zich inmiddels een kleine groep volgelingen.
In de landen waar De Kerk van de Almachtige God vrij kan bewegen, heeft de diaspora tot bloei geleid. Er is een omvangrijke productie van schilderijen en films tot stand gebracht. Sommige films hebben zelfs prijzen gewonnen op christelijke filmfestivals.

## De leer

### Drie tijdperken
De Kerk van de Almachtige God gelooft dat de “bliksemschicht vanuit het oosten” in Matteüs 24:27 in China is wedergekeerd. Met de verschijning van Almachtige God is volgens de leer van deze kerk het Tijdperk van het Koninkrijk ingegaan. Het eerste tijdperk ten tijde van het Oude Testament noemt men het Tijdperk van de Wet. Het tweede tijdperk, het Tijdperk van Genade, begon met de geboorte van Jezus en duurde tot aan de komst van Almachtige God. Volgens De Kerk van de Almachtige God zijn met Jezus’ offer aan het kruis de zonden van de mens vergeven, maar is niet de zondige aard van de mens uitgeroeid. In het Tijdperk van het Koninkrijk is Almachtige God aan het werk om die zondige natuur uit te roeien. Of, om in de woorden van Almachtige God zelf te spreken: "Mijn volledige managementplan, een plan dat zes duizend jaar overspant, is ingedeeld in drie fasen of drie tijdperken: het Tijdperk van de Wet in het begin; het Tijdperk van Genade (dat tevens het Tijdperk van Verlossing is); en het Tijdperk van het Koninkrijk in de laatste dagen. De inhoud van mijn werk in deze drie tijdperken verschilt per tijdperk, al naargelang het karakter ervan, maar het is altijd afgestemd op de noden van de mensheid.”En: “Jezus deed veel werk onder de mensen, maar voltooide alleen de verlossing van alle mensen en werd het zondoffer van de mens. Hij ontdeed de mens niet van heel zijn verdorven gezindheid. (…) Daarom keerde God nadat de zonden van de mensen was vergeven terug in het vlees om de mens naar een nieuwe tijdperk te leiden.”

### Heilige Schrift
De Kerk van de Almachtige God accepteert de Bijbel als de Heilige Schrift voor de eerste twee tijdperken. De Bijbel bevat “boodschappen van God en enkele waarheidsgetrouwe inzichten, die nuttig zijn om Gods werk in het Tijdperk van de Wet en het Tijdperk van Genade te kennen”, maar zou “ook menselijke fouten in zich dragen”. De Kerk van de Almachtige God gelooft dat we in de huidige tijd een veiliger gids vinden in de uitingen van Almachtige God. Het Woord verschijnt in het vlees is een lijvig en voor de beweging normatief boek. In meer dan een miljoen woorden worden onder meer onderwerpen behandeld die betrekking hebben op de heilige geschiedenis, theologie, ethiek en spiritualiteit. Veel van deze geschriften zijn online gezet en vertaald, inclusief het Nederlands.

### Millennialisme
De Kerk van de Almachtige God leert een vorm van millennialisme. Na het Tijdperk van het Koninkrijk zal het Tijdperk van het Duizendjarige Rijk volgen. Zodra Almachtige God (die niet geacht wordt eeuwig op aarde te zullen leven) Gods werk op aarde voor de laatste dagen heeft voltooid, zullen, aldus De Kerk van de Almachtige God, de rampen die zijn geprofeteerd in het boek Openbaring, zich aandienen in de vorm van hongersnoden, aardbevingen en oorlogen. Echter, “de aarde zal niet worden vernietigd en degenen die door God zijn gezuiverd, zullen worden gered in het cataclysme (ramp) van de laatste dagen en zullen voor eeuwig op aarde leven". Dit is wat wordt bedoeld met het Tijdperk van het Duizendjarig Rijk.
Volgens de Amerikaanse onderzoekster Holly Folk reflecteert de indeling van de verschillende tijdperken de invloed van de Plymouth Brethren (Vergadering van Gelovigen) en andere evangelische zendelingen in China. De Engelse predikant John Nelson Darby (1800-1882), een van de invloedrijke figuren van de Plymouth Brethren, ontwikkelde in de negentiende eeuw een methode van Bijbelse interpretatie waarin een kosmisch beeld van de geschiedenis met inbegrip van eindtijden centraal staat (het dispensationalisme). Behalve overeenkomsten zijn er verschillen tussen de leer van Darby en De Kerk van de Almachtige God.

### Grote Rode Draak
Volgens De Kerk van de Almachtige God vertegenwoordigt China het gebied waar de kwaadaardige “grote, vuurrode draak” uit het boek Openbaring 12:3 zich manifesteert in de schijn van de Communistische Partij. Men gelooft dat de draak uiteindelijk onder het gewicht van zijn eigen fouten zal vallen. Volgelingen zijn dus niet politiek actief en bepleiten geen revolutie of iets van dien aard.
De theologie die de Grote Rode Draak identificeert met een politieke macht die christenen vervolgt, is, aldus Emily Dunn, geen vernieuwing van De Kerk van de Almachtige God. Deze theologische gedachte kent een lange traditie onder Chinese christenen. Het maakt bijvoorbeeld ook deel uit van de leer van de Shouters.

### Afwezigheid van sacramenten; aanbidding
De Kerk van de Almachtige God gelooft dat de sacramenten, met inbegrip van de doop, praktijken waren van het Tijdperk van Genade en kent deze geen plaats toe in het Tijdperk van het Koninkrijk. Dienovereenkomstig is er geen doop in De Kerk van de Almachtige God. Iemand wordt lid van de gemeenschap door te belijden dat de geïncarneerde Almachtige God de wederkomst van Jezus Christus is en de verschijning van de enige ware God in de laatste dagen. Ook dient hij bereid te zijn om te bidden in de naam van Almachtige God en moet hij in staat zijn om de overtuigingen van De Kerk van de Almachtige God te begrijpen en te accepteren. De afwezigheid van sacramenten betekent niet dat het samenkomen, bidden en aanbidden van God onbelangrijk zou zijn. Leden ontmoeten elkaar regelmatig tijdens bijeenkomsten (of via groepsskype) en bespreken dan hun heilige geschriften, luisteren naar preken, zingen lofliederen en delen getuigenissen met elkaar. Volgens de Italiaanse deskundige Massimo Introvigne contrasteert op deze manier “de intensiteit van het religieuze leven met de minimalistische stijl van aanbidding”.

## Omstreden kwesties

### Beschuldigingen
In de media wordt De Kerk van de Almachtige God regelmatig beschuldigd van ernstige misdaden. Vier gebeurtenissen worden het meeste genoemd. In chronologische volgorde zijn dit:

#### 1. Ketterij en ontvoering
Verschillende leiders van andere christelijke kerken hebben De Kerk van de Almachtige God beschuldigd van ketterij. Ook zijn er aantijgingen dat De Kerk van de Almachtige God op slinkse manieren leden van andere kerken heeft “gestolen” en in 2002 34 leiders van het China Gospel Fellowship (CGF) heeft ontvoerd met de bedoeling hen te bekeren.

#### 2. 2012
De apocalyptische onheilsvoorspelling met betrekking tot het jaar 2012 had in China een grote aantrekkingskracht. De film 2012 was populair en een aantal ondernemers heeft winst gemaakt met de verkoop van arken waarmee mensen de verwachte Apocalyps zouden kunnen overleven. Binnen het kader van dit 2012-fenomeen, dat was gebaseerd op profetieën toegeschreven aan de Maya-beschaving, is De Kerk van de Almachtige God beschuldigd van het voorspellen van het eind van de wereld in 2012. Dit leidde in China tot rellen en zelfs misdrijven. Vlak voor 21 december 2012, wat volgens de Maya-kalender de doemsdag zou zijn, arresteerde de Chinese overheid in het midden van het land vierhonderd leden van de beweging; elders in het land zijn minstens duizend andere leden opgepakt. Chinese autoriteiten beweerden ook dat een zekere Ming Yongjun op een school in de Henan provincie een oudere vrouw en 23 studenten had neergestoken. Als reden zou Ming hebben gezegd dat hij door de doemsprofetieën was aangestoken.

#### 3. De ooguitsteking in Shanxi
Op 24 augustus 2013 stak een vrouw in de provincie Shanxi de ogen uit van een zesjarige jongen genaamd Guo Xiaobin. De daad was begaan door een tante van de jongen. Zij was een labiele vrouw, die een week na de ooguitsteking bij haar neefje zelfmoord heeft gepleegd. (Bij de jongen is later succesvol oculaire prothesechirurgie uitgevoerd.)

#### 4. De Zhaoyuan McDonald’s-cultmoord
Op 28 mei 2014 zijn zes leden van een kleine, onafhankelijke religieuze beweging, die óók gebruik maakte van de naam Almachtige God, een McDonald’s restaurant in Zhaoyuan, een stad in de Chinese provincie Shandong, binnengegaan. Ze vroegen aan aanwezigen hun telefoonnummers, opdat ze hen later opnieuw zouden kunnen benaderen. Eén vrouw weigerde dit te doen. Daarop meenden de ‘zendelingen’ dat zij door Satan was bezeten. Om die reden moest zij worden gedood. Het werd een gruwelijke slachtpartij. Vijf van de zes ‘zendelingen’ (de zesde was een minderjarige) zijn op 10 oktober 2014 berecht. Twee van hen, te weten Zhang Lidong (1959-2015) en zijn dochter Zhang Fan (1984-2015), zijn ter dood veroordeeld en geëxecuteerd. Een derde kreeg levenslang; de twee anderen kregen respectievelijk zeven en tien jaar gevangenisstraf.
De officiële Chinese bronnen beschuldigen De Kerk van de Almachtige God van nog meer zaken. Zo zou de beweging in 1998 in het district Hetang, Zhuzhou Stad, Hunan, tot rellen hebben aangezet waarbij men naar verluidt van slachtoffers armen en benen had gebroken en oren had afgesneden. In 2010 zouden leden van de beweging een leerling van de basisschool hebben gedood, waarbij ze een bliksemschicht-achtig teken op een van de voeten van het slachtoffer zouden hebben aangebracht. Het zou om een wraakactie zijn gegaan: een familielid van het slachtoffer zou de kerkgemeenschap hebben willen verlaten. Ook zou een volgeling haar vader hebben vermoord en zich daarna zelf rustig hebben aangegeven bij het Bureau voor Openbare Veiligheid. Wanneer dit plaatsvond is onbekend.

### Xie jiao
De Kerk van de Almachtige God wordt door de Chinese autoriteiten beschouwd als een xie jiao (邪教), een begrip dat vaak wordt vertaald als 'kwade sekte', maar van oorsprong 'ketterse leer' betekent. Sinds halverwege de Ming-dynastie is xie jiao gebruikt ter aanduiding van een dwaalleer of ketterij, en bestaan er xie jiao-lijsten. Dit zijn lijsten waarop de bewegingen staan vermeld die politiek en theologisch als ketters zijn beoordeeld.
In 1995 heeft de Chinese Communistische Partij opnieuw xie jiao-lijsten geïntroduceerd. De CCP plaatst er de onafhankelijke religieuze bewegingen op die men als CCP-kritisch beschouwd én die in de ogen van de CCP een te snelle groei doormaken. Actief lid zijn van zo’n beweging wordt als een misdrijf opgevat, waarvoor de rechtbank jarenlange gevangenisstraffen oplegt. Op de top 3 van de huidige xie jiao-lijst staan de Falung Gong en De Kerk van de Almachtige God.

## Nepnieuws
In 2017 zijn verschillende Westerse academici door de officiële Anti-Xie Jiao Vereniging in China uitgenodigd om in Henan een conferentie bij te wonen over gevaarlijke sektes, waaronder De Kerk van de Almachtige God. Hetzelfde jaar organiseerde deze vereniging een tweede conferentie in Hong Kong. Gelekte documenten suggereren dat beide conferenties zijn georganiseerd om de uitgenodigde westerse academici in lijn te krijgen met de Chinese Partij-visie op De Kerk van de Almachtige God. (Deze tactiek heeft tot op zekere hoogte gewerkt ten aanzien van de Falun Gong.)  
Tijdens de twee conferenties ontvingen de deskundige aanwezigen van de Chinese wethandhavingsfunctionarissen informatie en documentatie over de misdaden waarvan De Kerk van de Almachtige God wordt beschuldigd. De bestudering van deze bronnen in combinatie met andere bronnen, heeft tot de conclusie geleid dat de feiten de beschuldigingen tegenspreken.
Om te beginnen waren de leden die in het McDonald’s restaurant een vrouw hebben vermoord géén lid van De Kerk van de Almachtige God. Sterker nog, tijdens en rond het proces gaven de beklaagden nadrukkelijk aan géén deel uit te maken van De Kerk van de Almachtige God; zij keken zelfs op die beweging neer en keurden het juist goed dat de Chinese autoriteiten die kerk achtervolgde.
Ten tweede bestond er geen relatie tussen de ooguitsteking in Shanxi en De Kerk van de Almachtige God. De Chinese vrouw was bijvoorbeeld geen lid van De Kerk van de Almachtige God. De Chinese autoriteiten hebben het verband met De Kerk van de Almachtige God pas gelegd nadat de McDonald’s-moord had plaatsgevonden. Wel is het zo dat vanaf het begin van de negentiende eeuw (of al eerder) het uitsteken van ogen in China een gangbaar thema is van antichristelijke propaganda.
Ten derde de kwestie rondom 2012. Volgens Emily Dunn hadden enkele leden van De Kerk van de Almachtige God, net als zoveel andere Chinezen, de Maya-profetie omarmd. Deze leden hadden dit blijkbaar zonder sanctie van de leiders van de beweging gedaan. Want diezelfde leiders verklaarden de Maya-profetie en andere leringen over het eind van de wereld als theologisch en feitelijk onjuist. Volgens Massimo Introvigne zijn daarom ook enkele leden die de profetieën over het einde van de wereld in 2012 accepteerden en verspreidden, uit De Kerk van de Almachtige God gezet.
Ten vierde blijken er inconsistenties in het verhaal van het China Gospel Fellowship en is het vreemd dat er niemand voor de zaak is gearresteerd of voor het gerecht is gedaagd. Binnen de verschillende christelijke, onafhankelijke bewegingen in China vindt onderling strijd plaats. Mogelijk heeft het CGF met het verhaal geprobeerd rechtvaardiging te vinden voor het feit dat veel van haar leden, inclusief leiders, zich tot De Kerk van de Almachtige God hadden bekeerd.
De Kerk van de Almachtige God spreekt alle beschuldigingen aan haar adres tegen en claimt slachtoffer te zijn van nepnieuwscampagnes die door de Communistische Partij van China zijn geïnstigneerd. De beweging houdt bijvoorbeeld vol dat sommige flyers en banners, die staan afgebeeld op Chinese en westerse websites ter bewijs van de 2012-profetieën, zijn gefabriceerd: bestaand materiaal van De Kerk van de Almachtige God zou met behulp van photoshop en dergelijke zijn bewerkt en tot ‘bewijs’ zijn gemaakt. Ook de website Church of Almighty God UK zou tot de lastercampagne behoren: de tekst op de website is niet representatief voor de geloofsovertuigingen van De Kerk van de Almachtige God. Pogingen om die site verwijderd te krijgen, hebben tot op heden geen succes gehad.
Het Chinese nepnieuws is door diverse westerse mediakanalen overgenomen. Invloedrijk was een documentaire van de BBC over de McDonald’s-moord. In Nederland hebben dagbladen als Trouw, De Telegraaf, Reformatorisch Dagblad en Algemeen Dagblad de beweging vanuit een waarschuwend (negatief) perspectief besproken.

## Vluchtelingenproblematiek
Met name na de McDonald’s-moord in 2014, toen hard tegen de beweging is opgetreden, ontsnapten duizenden leden van De Kerk van de Almachtige God naar andere landen. Zij zochten de vluchtelingenstatus. Hoewel in sommige landen de autoriteiten beweren dat er onvoldoende bewijs is dat deze asielzoekers zijn vervolgd, weerleggen verschillende internationale deskundigen dit. Volgens hen is er voldoende bewijs dat De Kerk van de Almachtige God als beweging wordt vervolgd en dat leden met serieuze problemen worden geconfronteerd wanneer zij terug zouden keren naar China. De voor deze asielaanvragers ongunstige beslissingen zijn om die reden ongerechtvaardigd.

## Voetnoten
1. ↑  Irons (2018).
2. ↑  Folk (2018); Introvigne (2019).
3. 1 2 3  Dunn (2015), 48.
4. ↑  CESNUR (2017).
5. ↑  Bij Chinese namen komt de achternaam (familienaam) vóór de voornaam. In dit geval is de familienaam Zhao (赵).
6. ↑  Introvigne (2018c), 14; Zoccatelli (2018), 9.
7. 1 2 3 4 5 6  Introvigne (2017c).
8. ↑  Dunn (2015), 49; Introvigne (2017c).
9. ↑  Zoccatelli (2018), 10.
10. ↑  Van der Zwaag (2019).
11. ↑  Introvigne (2017b).
12. ↑  Folk (2018), 64.
13. ↑  Geciteerd in Folk (2018), 61-63.
14. ↑  Folk (2018), 62.
15. 1 2  Folk (2018), 65.
16. 1 2  Dunn (2018).
17. ↑  Aikman (2003), 81, 267; Shen en Bach (2017); Shan en Bright (2005); Introvigne (2018a).
18. ↑  Dunn (2015), 94; Dunn (2016).
19. ↑  Patranobis (2012); Jacobs (2012).
20. ↑  China's People Daily (2014).
21. ↑  (zh)  光山砍学生案嫌疑人闵拥军 - 深度 - 新京报网. Gearchiveerd op 6 februari 2020.
22. ↑  Folk (2017); Lai et al. (2014).
23. ↑  Brady (2013); Irvine (2014).
24. ↑  Introvigne (2017a), (2018d); Introvigne en Bromley (2017); BBC News (2014).
25. ↑  China People's Daily (2014); Grazie (2014).
26. ↑  Palmer (2018); Zoccatelli (2018).
27. ↑  Irons (2012).
28. ↑  Introvigne (2018c), 13.
29. 1 2  Introvigne (2018c).
30. ↑  Folk (2017).
31. ↑  Dunn (2015), 95.
32. ↑  Introvigne (2018a).
33. ↑  BBC News (2014); Gracie (2014).
34. ↑  Redactie Trouw (2014); van de Ruitenbeek (2018); Mersbergen (2018); Vink (2019); van der Zwaag (2019). Zie ook Van Rhee [2015].
35. ↑  Šorytė (2018).